# Элльборг, Мелькер
Мелькер Оке Элльборг (швед. Melker Åke Ellborg; род. 22 мая 2003, Кальмар) — шведский футболист, вратарь «Мальмё».

## Клубная карьера
Является воспитанником «Берги» из его родного города, откуда он в 15-летнем возрасте перешёл в академию «Мальмё». Выступал за юношеские команды клуба. В конце 2020 года подписал с клубом первый профессиональный контракт, рассчитанный на два года. В начале 2022 года на правах аренды перешёл в «ИФК Мальмё». В середине 2023 года снова отправился в аренду в «Ариану», выступавшую в первом дивизионе. Сезон 2024 года провёл в аренде в «Треллеборге». За время аренды принял участие в четырёх матчах Суперэттана и двух кубковых встречах.
В начале 2025 года продлил контракт с «Мальмё» на четыре года. Первую игру за основную команду провёл 24 февраля в матче группового этапа кубка страны против «Шёвде». 18 мая во встрече с «Хальмстадом» дебютировал в чемпионате Швеции, заменив в стартовом составе Рикардо Фридриха.

## Карьера в сборной
Выступал за юношеские сборные Швеции различных возрастов.

## Клубная статистика
| Выступление      | Выступление      | Выступление      | Лига | Лига | Кубки | Кубки | Конт. кубки | Конт. кубки | Итого | Итого |
| Клуб             | Лига             | Сезон            | Игры | Голы | Игры  | Голы  | Игры        | Голы        | Игры  | Голы  |
| ---------------- | ---------------- | ---------------- | ---- | ---- | ----- | ----- | ----------- | ----------- | ----- | ----- |
| ИФК Мальмё       | Дивизион 1       | 2022             | 14   | -30  | 0     | 0     | 0           | 0           | 14    | -30   |
| ИФК Мальмё       | Итого            | Итого            | 14   | -30  | 0     | 0     | 0           | 0           | 14    | -30   |
| Ариана           | Дивизион 1       | 2023             | 12   | -22  | 0     | 0     | 0           | 0           | 12    | -22   |
| Ариана           | Итого            | Итого            | 12   | -22  | 0     | 0     | 0           | 0           | 12    | -22   |
| Треллеборг       | Суперэттан       | 2024             | 4    | -5   | 2     | -2    | 0           | 0           | 6     | -7    |
| Треллеборг       | Итого            | Итого            | 4    | -5   | 2     | -2    | 0           | 0           | 6     | -7    |
| Мальмё           | Алльсвенскан     | 2025             | 1    | 0    | 1     | -1    | 0           | 0           | 2     | -1    |
| Мальмё           | Итого            | Итого            | 1    | 0    | 1     | -1    | 0           | 0           | 2     | -1    |
| Всего за карьеру | Всего за карьеру | Всего за карьеру | 31   | -57  | 3     | -3    | 0           | 0           | 34    | -60   |